# 普里賓 (科留科夫卡區)
51°59′34″N 32°17′14″E / 51.99278°N 32.28722°E
普里賓（烏克蘭語：Прибинь），是烏克蘭北部的村莊，隸屬切爾尼希夫州的科留基夫卡區。該村始建於1600年，面積2.42平方公里，海拔高度148米，2001年人口661，人口密度每平方公里272.7人。